# Silvestar Kolbas
Silvestar Kolbas (Petrovci, 12. travnja 1956.), hrvatski filmski snimatelj, izvjestitelj, fotograf i redatelj.

## Životopis
Rodio se 1956. godine u. U mladosti se bavio fotografijom. Studirao filmsko i televizijsko snimanje na Akademiji dramske umjetnosti u Zagrebu na kojoj je diplomirao 1982. godine. Prvi film u kojem je snimatelj je Diploma za smrt iz 1989. godine. Prvi redateljski uradak mu je iz 2003. godine, autobiografski dokumentarni film Sve o Evi koji je bio zapažen. Prikazan na ZagrebDoxu 2007. godine. U kasnijoj fazi svog rada posvetio se snimanju dugometražnih dokumentarnih filmova, većinom u Factumovoj produkciji. To su Život na svježem zraku, Sretno dijete, Lora – svjedočanstva, Mimara Revisited, 20 dana na Tibetu. Brojne mu je nagrade dobio njegov autobiografski dokumentarni film Ratni reporter iz 2011. godine. Snimio je eksperimentalni film Kino Crvena zvijezda (2014.) i dokumentarni film Mrzim sretne ljude (2014.). Danas je redoviti profesor na Akademiji dramske umjetnosti u Zagrebu.

## Vanjske poveznice
- Silvestar Kolbas u internetskoj bazi filmova IMDb-u (engl.)